# Анрио HD.7
Анрио HD.7 (фр. Hanriot HD.7) је француски ловачки авион. Први лет авиона је извршен 1918. године. 

Највећа брзина у хоризонталном лету је износила 218 km/h. Размах крила је био 9,80 метара а дужина 7,20 метара. Маса празног авиона је износила 1230 килограма а нормална полетна маса 1900 килограма. Био је наоружан са два предња митраљеза калибра 7,7 милиметара типа Викерс.

## Наоружање
| Наоружање авиона: Анрио        |     |
| Ватрено (стрељачко) наоружање  |     |
| Топ                            |     |
| Митраљез                       |     |
| Број и ознака митраљеза        | 2   |
| Калибар                        | 7,7 |
| Бомбардерско наоружање (бомбе) |     |
| Ракетно наоружање (ракете)     |     |